# 永陵 (清)

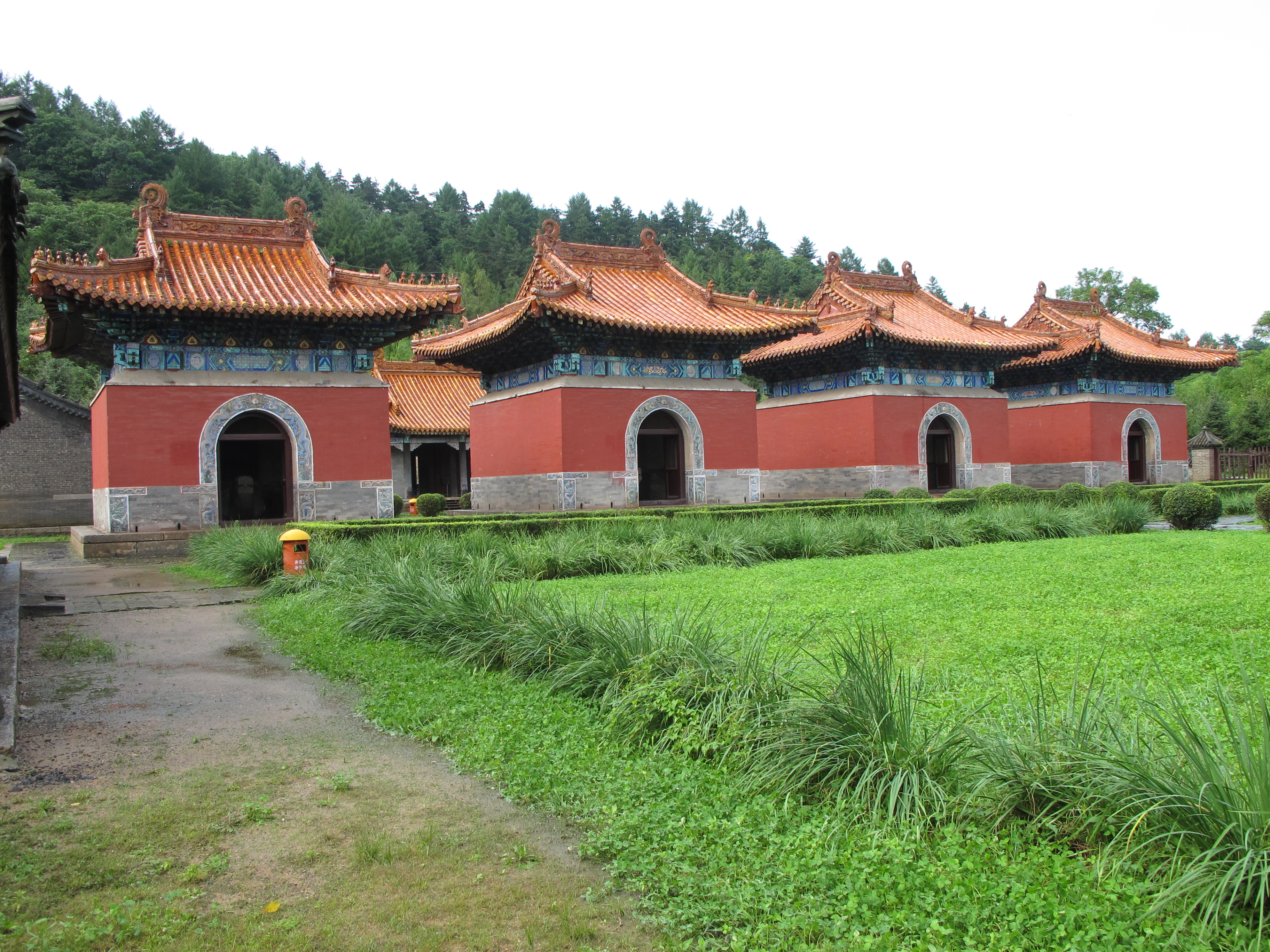
四祖碑亭

永陵（えいりょう、満州語：ᠡ᠊ᠨᡨᡝᡥᡝᠮᡝ
ᠮᡠᠩᡤᠠᠨ、転写：enteheme munggan）は、中国遼寧省撫順市新賓満族自治県永陵鎮にある、清の前身・後金の初代皇帝であるヌルハチの祖先の陵墓。
1598年に建造開始。当初は興京陵と呼ばれていたが、1659年（順治16年）に永陵に改称。福陵・昭陵とともに清の関外三陵のひとつ。1988年に中華人民共和国の全国重点文物保護単位に指定され、2004年にユネスコの世界遺産に登録された。

## 被葬者
- メンテム（ᠮᡝᠩᡨᡝ᠋ᠮᡠ, mengtemu、孟特穆） - フマンの曾祖父。
- フマン（᠋ᡶ᠋ᡠᠮᠠᠨ, fuman、福満） -  ギオチャンガの父。ヌルハチの曾祖父。
- ギオチャンガ（ᡤᡳᠣᠴᠠᠩᡤᠠ, giocangga、覚昌安） - タクシの父。ヌルハチの祖父。
- タクシ（ᡨ᠋ᠠᡴ᠋ᠰᡳ, taksi、塔克世） - ヌルハチの父。
- リドゥン・バトゥル（ᠯᡳᡩᡠ᠋ᠨ 
ᠪᠠᡨᡠ᠋ᡵᡠ, lidun baturu、礼敦巴図魯） - タクシの兄。ヌルハチの伯父。
- タチャ・フィヤング（ᡨ᠋ᠠᠴᠠ 
ᡶ᠋ᡳᠶᠠᠩᡤᡡ, taca fiyanggū、塔察篇古） - タクシの弟。ヌルハチの叔父。